# Arboretum Dr. Juan B. Salas Estrada
El Arboretum Dr. Juan B. Salas Estrada o también conocido como Arboretum Nacional de Nicaragua es un Arboretum de árboles y arbustos de especies que son representativas de los tipos de bosques que hay en Nicaragua, y depende administrativamente del Instituto Nacional Forestal (INAFOR).

## Localización
Se encuentra en la Avenida Bolívar, desde los semáforos de Plaza Inter unos 150 metros al norte. Managua, Nicaragua.

## Historia
El Arboretum Nacional de Nicaragua tiene sus inicios de fundación en 1991.
Fue inaugurado oficialmente por la presidenta de la República Violeta Barrios de Chamorro, el 26 de junio de 1992.

## Colecciones
En este arboreto se albergan unas 200 especies de árboles y arbustos con propósitos científicos, educativos y productivos. 
Aquí podemos encontrar al árbol nacional El Madroño de Nicaragua ( Calycophyllum candidissimum), que crece en la Costa del Pacífico, y cuando florece (de noviembre a diciembre) adquiere el aspecto de una masa blanco-cremosa uniforme, que contrasta con el color verde del bosque seco tropical.
Además podemos encontrar una gran variedad de plantas que representan a las cuatro regiones bioclimáticas del país, que son:
- la zona de nebliselva de la Sierra,
- el Pacífico Central,
- el Pacífico Norcentral
- la zona Atlántica.

Este arboreto tiene un interés especial por las especies en peligro de extinción que alberga:
- De la zona de nebliselva, el liquidambar, planta que los campesinos atribuyen propiedades curativas, así como el nogal de zonas de nebliselva, también utilizada para la medicina natural.
- Del bosque seco, tal como el guayacán, escobillo, nacascolo, carbón, espino de playa, cachito, y el jícaro.
- Del bosque húmedo, el gavilán, y la caoba del Atlántico.

## Actividades
El arboreto es una fuente importante de información para estudios de investigación en temas forestales, así como para prácticas ecológicas. 
Este centro contribuye a la preservación de especies y conservación de la base genética de Nicaragua. 
Así mismo, ofrece información sobre los servicios ambientales que puede generar el bosque. 